# Kungsindiskt i förhand
Den här artikeln använder algebraisk schacknotation för att beskriva schackdragen.
Kungsindiskt i förhand är en schacköppning där vit ställer upp sig på samma sätt som svart gör i kungsindiskt försvar. Det innebär att vit genomför dragen e4, d3, Sd2, Sgf3, g3, Lg2 och 0-0, men detta kan göras på många olika sätt. 
Vit kan till exempel börja med 1.Sf3, 1.e4, eller 1.g3. Svart kan också bemöta detta på många olika sätt. Öppningen har därför mera karaktären av "system" än specifika varianter. 
Till skillnad från kungsindiskt försvar, som brukar innebära skarpt spel med ömsesidiga angrepp, så leder kungsindiskt i förhand ofta till lugnt, positionellt spel.  
Öppningen kallas ibland kungsindiskt angrepp (efter den engelska benämningen King's Indian Attack). 